# Antiopha excelsa
Antiopha excelsa är en fjärilsart som beskrevs av William Schaus 1911. Antiopha excelsa ingår i släktet Antiopha och familjen tandspinnare. Inga underarter finns listade i Catalogue of Life.